# Rafael Ibáñez de Ibáñez

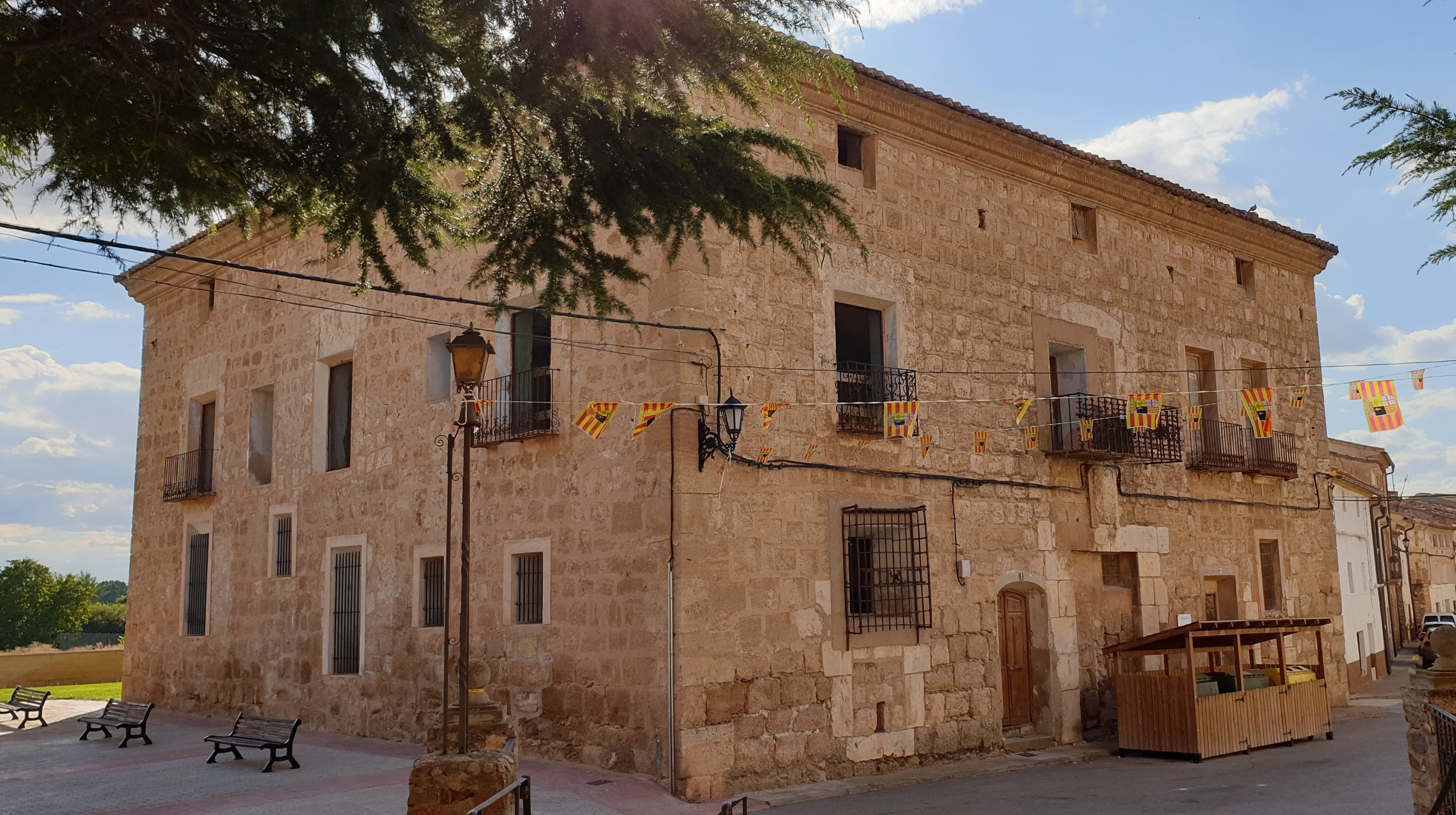
La Casa Grande, casa solariega de los Ibáñez en Fuentes Claras

Rafael Ibáñez de Ibáñez (Fuentes Claras, Aragón, 24 de octubre de 1796 - Cantavieja o Mirambel, Aragón, octubre de 1839) fue un hacendado y militar de la Primera Guerra Carlista. Pertenecía al linaje y casa de los Marqueses de la Cañada. Fue nieto de José Ibáñez y Gassia e hijo de Mariano de Ibáñez Cuevas y Rubio, también hacendados de Fuentes Claras.
Ingresó en el Real Seminario de Nobles de Madrid en 1808, junto con su hermano Mariano. Luego hizo carrera en los Reales ejércitos españoles, en 1829 era segundo comandante del batallón de Calamocha y en 1832 primer comandante del batallón de Daroca.
Al fallecer Fernando VII en 1833 estalló la Primera Guerra Carlista e Ibáñez se alzó como uno de los primeros cabecillas del bando carlista, partidarios del pretendiente Carlos, que en la Provincia de Teruel obtuvo mayores simpatías en los enclaves rurales mientras en los núcleos urbanos mayores predominaban los isabelinos, partidarios de la hija del monarca fallecido, Isabel II. De este modo Ibáñez fue uno de los principales cabecillas del carlismo en la región, participando en diferentes partidas que actuaron durante los años de guerra. También dirigió como alto mando diversas acciones y según las fuentes llegó a ser Teniente coronel o incluso General. Por su ubicación geográfica, Ibáñez estuvo a las órdenes del jefe militar en Cataluña, Valencia y Aragón: el general Ramón Cabrera; además, también formó parte de la Junta Superior Gubernativa de Aragón, Valencia y Murcia, con sede en Mirambel, ente político y administrativo del carlismo creado en 1837.
Después del Abrazo de Vergara del 31 de agosto de 1839, en que los ejércitos carlistas del País Vasco y Navarra deponían las armas, las fuerzas de Valencia, Cataluña y Aragón prosiguieron la lucha. La Junta Superior Gubernativa publicó un manifiesto reafirmando esta intención, firmado en Mirambel el 14 de septiembre de 1839, entre cuyos miembros estaba Rafael Ibáñez.
Poco después, el general Cabrera convocó en Cantavieja a su estado militar para votar cómo continuar la guerra: continuar luchando, pactar con el bando rival o rendirse. Ibáñez votó esto último, lo que disgustó a Cabrera e hizo aflorar supuestas pruebas de espionaje de Ibáñez para el enemigo y de mantener contactos con el general Juan Cabañero, uno de los mandos carlistas que había cambiado de bando a raíz del Abrazo de Vergara. Fuesen reales o no dichas acusaciones, Cabrera ordenó la ejecución de Ibáñez y otros seis mandos, acusados de mantener correspondencia con Cabañero, lo que pudo suceder en Cantavieja o Mirambel hacia octubre de 1839. Además el castigo se hizo extensible a su familia y una partida llegó hasta Fuentes Claras, asaltando su casa solariega (la Casa Grande) y requisando todo aquello de valor que poseía la familia Ibáñez.
Dada su condición (enemigo de los isabelinos y represaliado por los carlistas), la figura de Rafael Ibáñez fue olvidada durante décadas, salvándose a través de la memoria oral y algunas referencias puntuales en fuentes escritas.